# Плутоніон

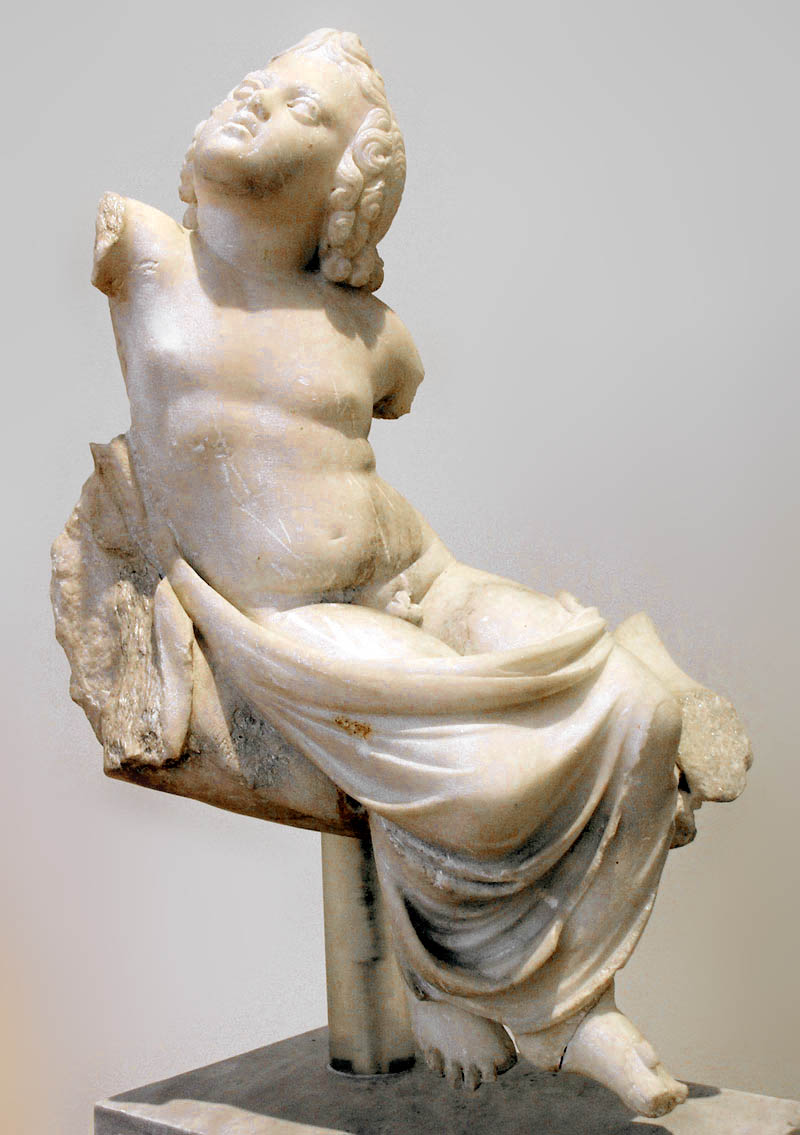
Божественна дитина Плутос (І століття)

Плутоніон (дав.-гр. Πλουτώνιον , літ. «Місце Плутона») — святилище, спеціально присвячене древньому богу Плутону (тобто, Аїду). З традиційних джерел відомо лише кілька таких святинь, як правило, в місцях з великою кількістю отруйних викидів, і вважалося, що вони є входом у підземний світ .
- В Елефсіні такий плутоніон розташовувся біля північного входу в священне місце (Теменос). Він був побудований Пісістратом у 6 столітті до нашої ери та відбудований через два століття.[2]
- Грецький географ Страбон згадував про три місця, яких можна вважати плутоніонами. Один з них знаходився на пагорбі між Айдином і Нісою . Його територія охоплювала священний гай, храм, присвячений Плутону та Персефоні, та сусідню печеру, названу на честь Харона, провідника мертвих . За словами Страбона, він «володіє деякими особливими фізичними властивостями» і служив святинею для зцілення.
- Ворота Плутона, плутоніон у Фригійському Ієраполісі (сучасний Памуккале в Туреччині), були пов'язані з місцевим культом Кібели . Вдихання його випарів вважалось смертельним для всього живого, крім євнухів богині.[3] Під час римської імператорської епохи культ Аполлона охопив існуючі там релігійні місця, включаючи плутоніон. Археологічні розкопки в 1960-х роках показали, що плутоніон знаходився в межах священного району Аполлона: «він складався з природного отвору уздовж стіни травертину, що веде до гроту, в який струменіли гарячі води, щоб випустити шкідливий видих». . Це місце також було пов'язане з оракулом.[4]
- Також Страбон фіксує, що озеро Аверно в Італії вважалося плутоніоном, тому що гази, які він випускав, були настільки шкідливими, що вони вбивали птахів, що над ним літали. Згідно з попередніми джерелами, це був оракул померлих якого шукав Одіссей у 11 книзі «Одіссеї» ; Однак сам Страбон, схоже, не вважав Аверну плутоніоном.[5]